# Martini Rossi
Martini es una marca de bebidas de Turín, principalmente alcohólicas, perteneciente a la que ha llegado a ser una multinacional italiana Martini & Rossi que forma parte desde 1993 del grupo internacional Bacardi-Martini.
Martini fue creada en 1863 por el empresario italiano Alessandro Martini y el experto en licores Luigi Rossi. La productora se encuentra actualmente en la Pessione, localidad situada a unos 20 km al sudeste de Turín. A finales del siglo XIX la empresa Martini & Rossi abre sucursales en Buenos Aires, Ginebra, Barcelona y Montevideo.
Bajo la marca Martini se viene comercializando principalmente el vermú, aunque también el bíter. Pero es más conocida por sus patrocinios deportivos y culturales bajo el nombre de Martini Racing.

## Bebidas

### Vermut
- Martini Bianco
- Martini Rosso
- Martini Rosé
- Martini Extra Dry
- Martini Gold by Dolce & Gabbana

### Bitter
- Bitter Martini

### Espumosos
- Asti Martini
- Asti Martini Mathusalem
- Riesling italico
- Riserva monteira Mathusalem
- Riserva monteira Talento
- Martini prosecco frizzante
- Sigillo Blu

## Auspicios
En Uruguay, se emitió Martini Pregunta emitido en Teledoce (1968-1992), programa de preguntas y respuestas.
En Chile, Martini fue el principal auspiciador de 2 informativos: Martini al instante de Canal 13 (1968-1970) y TVN (1970-1972); y Panorama Martini al Cierre de Universidad de Chile Televisión (1984-1990). Además estuvo implicado en la Fórmula 1 auspiciando a Brabham Racing en los 70s, la Scuderia Ferrari en la década de los 2000 y a Williams Racing (2014-2018)